# 円満寺 (古河市)
茨城県古河市小堤にある円満寺（えんまんじ）と小堤城館（こづつみじょうかん）について解説する。円満寺は真言宗豊山派の寺院。山号を宝林山、院号を地蔵院という。円満寺が立地する小堤城館跡は、中世の在地領主居館跡と推定されており、寺の周囲には方形の堀・土塁が残されている。  

## 円満寺の歴史
寺伝によれば、平安時代の大同4年（809年）、弘法大師（空海）が出羽・湯殿山（山形県）参拝の帰路に当地を訪れ、堂宇を建立したことが起源。当初は現在の円満寺から南に300mほど離れた字「寺家山」にあったが、室町時代に古河公方家臣・諏訪三河守の保護を受け、現在地に移転したとされる。
当寺の創建については、古河地域を含む下河辺荘の領主であり、平安末期に京都で活躍した下河辺氏の関与も指摘されている。寺に遺された密教法具四点は、平安末期に京都経由でもたらされたと推定される。近隣に所在の「関戸の宝塔」にも京文化の影響が見られ、下河辺氏の造立と考えられる。　また、密教法具四点のうち国内製とされる二点（独鈷杵・五鈷鈴）の製作地は京都と推定されることから、奥州藤原氏が栄えた十二世紀末頃、京都の工人が平泉に赴いて技術指導をしていたこととあわせて、かつての古河地域は、京と平泉を結ぶ中継地点だった痕跡であると考えられている。
円満寺のある小堤城館跡は三重の堀・土塁（内掘・中堀・外堀）に囲まれていた。現在も寺の北側と西側に内堀の遺構がある。創建地の「寺家山」は、内堀と中堀の間、すなわち小堤城館の外郭にあったことから、当初は領主の持仏堂が城域内に建立され、のちに城域全体が寺院化したと推測される。同じような事例として、太田市の円福寺や足利市の鑁阿寺があり、この寺も城館主の信仰に関連して創建されたと考えられる。
小堤城館の主に関しては、寺伝にある諏訪氏の他にも、古河公方重臣・野田氏が挙げられている。戦国時代の天文23年（1554年）以降、小堤地域は野田氏の知行地だった。また永禄3年（1560年）以降は、北方に隣接する下野・小山氏が上杉謙信に与し、古河公方・足利義氏と野田氏に対抗していたので、野田氏により「境目の城」として拡張・整備された可能性がある。
江戸時代には「小島坊」とも呼ばれた。（『古河領分寺院書上』、『古河志』）　また、小堤にある八幡宮・香取宮・熊野権現・天神宮・稲荷宮・浅間宮・鷲宮の別当寺にもなっていた。天保期（1830-1844年）には、年貢を免除された除地が7反9畝あった。（『古河領村鑑』）　村内のもめごとを円満寺が調停した記録が残されている。

## 円満寺の文化財
- 五鈷鈴（ごこれい）：　寺に遺された密教法具四点のうち、大陸で作られた二点は文化財に指定されている。うち五鈷鈴は密教法具・金剛鈴の一種で、鈴の上に柄（把）をつけたもの。寺伝によれば、弘法大師（空海）が所持していたものとされる。大きさは、総高255mm（把長90mm、鈷長86mm、鈴身高79mm、口径79mm）に及び、静岡県尊永寺の五鈷鈴（総高256mm）や京都教王護国寺のもの（総高245mm）と同程度。材質は黄銅系に近く、鍍金を施した総体一連の鋳製。唐代の製作になる形態をもち、大陸からもたらされたと推測される。茨城県指定文化財（工芸品）。[5] [1]
- 三鈷杵（さんこしょ）：　密教法具・金剛杵の一種で、中央に握り（把）、両端に突起（鈷）があり、インドの古い武具を祖形としたとされる。寺伝によれば、これも弘法大師（空海）が所持していたものである。大きさは、総体275mm（把長90mm、鈷長93mm）で、正倉院の鉄三鈷杵（総体288mm）・白銅三鈷杵（総体313mm）や京都府仁和寺の例（総体336mm）に次ぎ、最大級の部類に属する。材質は黄銅系で、鍍金を施した総体一連の鋳製。これも唐代の製作になる形態をもち、大陸からもたらされたと推測される。茨城県指定文化財（工芸品）。[6] [1]
- 絹本著色両界曼荼羅（けんぽんちゃくしょく　りょうかいまんだら）： 『大日経』と『金剛頂経』に基づいて描かれた金剛界と胎蔵界の2界からなる。大きさはいずれも縦2,424×横1,818mm。寺伝によれば、古河公方家臣の小堤城将諏訪三河守頼方が、息女の病気平癒を祈って寄進したものとされる。茨城県指定文化財（絵画）。[7]

## 葛飾坂東観音霊場
円満寺は葛飾坂東観音霊場の第三十三番札所。円満寺の観音堂には、元禄16年（1703年）、高崎城主・源輝貞の命により作られたとされる十一面観音と百体の小観音が祀られている。ご詠歌は　「よろこびも　なとりの袖に　小堤や　今日は願いを　円満ぞする」 
葛飾坂東観音霊場では各寺院に「ご詠歌」があり、参拝時にご詠歌を唱えることは、経文読唱と同じ功徳があるとされる。
12年に一度の午歳に行われる観音御開帳の運営事務局も円満寺におかれている。

## 小堤城館
明治期の地籍図、現地の聞き取り調査と遺構観察から、三重の堀・土塁（内掘・中堀・外堀）があったと推定されている。
「内掘」は寺を取り囲む方形の堀で、遺構は寺の北側（東西長90m）と西側（南北長75m）に現存。土塁の高さは約2m、幅は基底部で約7m程度。堀は空掘で開口部は約6m、深さは約2mである。伝承によれば、南側と東側にも堀があったとされ、内堀の内部は約100m四方の方形居館となっていた。
内堀の外側にも方形の「中堀」があった。遺構は寺から500mほど南に離れたところに、南側堀の一部（東西長100m）が現存。他にも、現地の聞き取り調査によれば、近年まで県道190号沿いに二重掘の形態を有する西側堀（南北長600m）があり、北側にも寺に近い内堀遺構から100mほど離れたところに北堀（東西長320m）、東側にも寺から100mほど離れたところに東掘が残されていた。
内堀と中堀間の区域は「外郭」として機能したと考えられている。寺の南東に「桝形」という小字が残されていること、また内堀のうち西側堀の試掘調査から、さらに西側に伸びる新たな堀が確認され、南北に分離された複数の郭が存在したと推定されたことによる。従って、在地領主の「居館」というよりも、内堀に囲まれた方形居館を主郭とし、その周りに複数の外郭が巡らされた「館城」と位置づけられる。戦国時代後半に、前述の古河公方重臣・野田氏が拡張・整備し、単郭の方形館から複郭の城郭に発展した可能性がある。
「外堀」の遺構としては、北側堀の一部（東西長500m）が寺から400mほど北に離れたところに現存。県道190号と交差し、県道西側は長さ440m、東側は長さ60m。形状はU字型の空掘で、開口部の幅は4.0-4.5m、底部の幅は0.5-1.0m、深さは1.3-1.7mである。明確な土塁はないが、平坦部より0.4-0.9m高い。かつては現在の遺構東端から南側に折れ130mほどがあったというが、中堀の四方を囲い込んだとみなすには情報不足であり、当時も北側堀のみだった可能性もある。

## 交通
- 鉄道
  - JR宇都宮線（東北本線）古河駅東口から徒歩70分（約5.6km）、あるいはタクシー15分、あるいはバス（小堤にて下車）さらに徒歩1分（約0.1km）、西口にて市内観光用無料レンタル自転車「コガッツ」利用可[10]